# Tatarsk
Tatarsk (en russe : Татарск) est une ville de l'oblast de Novossibirsk, en Russie, et le centre administratif du raïon de Tatarsk. Sa population s'élevant à 24 008 habitants en 2013.

## Géographie
Tatarsk se trouve à 167 km à l'est d'Omsk, à 445 km à l'ouest de Novossibirsk et à 2 389 km à l'est de Moscou.

## Histoire
Tatarsk est fondée en 1911 par la fusion de Staraïa Tatarka et de Stantsionny. Elle reçoit le statut de ville en 1925.

## Population
Recensements (*) ou estimations de la population
| 1926* | 1931  | 1959*  | 1970*  | 1979*  |
| ----- | ----- | ------ | ------ | ------ |
| 9 200 | 9 000 | 30 786 | 29 589 | 30 893 |

| 1989*  | 2002*  | 2010*  | 2012   | 2013   |
| ------ | ------ | ------ | ------ | ------ |
| 30 355 | 26 051 | 24 217 | 23 992 | 24 008 |

## Transports
Tatarsk se trouve sur le chemin de fer Transsibérien, à 2 880 km de Moscou et à 456 km de Novossibirsk.